# Michael Rössner
Michael Rössner (* 28. August 1953 in Wien) ist ein österreichischer Kulturwissenschaftler, Romanist und Übersetzer, der sich mit dem Verhältnis Zentrum und Peripherie sowie hybriden kulturellen Räumen befasst. Er hat Werke des italienischen Dramatikers Luigi Pirandello ins Deutsche übersetzt und sein Gesamtwerk herausgegeben.

## Wissenschaftliche Laufbahn
Nach Abschluss des Übersetzer- und Rechtsstudiums promovierte Michael Rössner 1979 an der Universität Wien in Romanischer Philologie sub auspiciis mit einer Studie zum italienischen Literaturnobelpreisträger Luigi Pirandello (Pirandello Mythenstürzer, Wien 1980). Seine romanistische Habilitationsschrift widmete sich der Mythosforschung (Auf der Suche nach dem verlorenen Paradies, Frankfurt 1988).
Nach Jahren als Assistent, Dozent und Assistenzprofessor in Wien wurde Rössner 1991 an die Ludwig-Maximilians-Universität München berufen, wo er bis zu seiner Emeritierung Ende des Wintersemesters 2018/19 einen Lehrstuhl für Romanische Philologie innehatte. Gemeinsam mit dem Anglisten Ulrich Broich war er für den Literaturworkshop des Münchner Graduiertenkollegs Post-colonial studies verantwortlich. Als Gastprofessor war er u. a. an Universitäten in Buenos Aires (Argentinien), Porto Alegre (Brasilien), Querétaro (Mexiko), Concepción (Chile) und regelmäßig an den Universitäten Salzburg, Innsbruck und Wien tätig.
Im Rahmen des Forschungsprogramms „Grenzenloses Österreich“ leitete er von 1994 bis 1996 das Forschungsprojekt „Literarische Kaffeehäuser – Kaffeehausliteraten“.
Zwischen 1997 und 2001 hat Rössner die Gesammelten Werke von Luigi Pirandello in deutscher Sprache (16 Bände) herausgegeben, wofür er auf die vorhandenen Übersetzungen zurückgriff und die noch nicht übersetzten Werke Pirandellos ins Deutsche übertrug. Diese Gesamtausgabe schließt mit einer von Rössner verfassten Pirandello-Biographie ab. Er ist Vorsitzender des Europäischen Pirandello-Zentrums. Für seine Verdienste um die italienische Kultur wurde er 2003 mit dem zweithöchsten italienischen Staatsorden „Grande Ufficiale al Merito della Repubblica Italiana“ sowie 2005 mit dem „Ordine della Stella della Solidarietà Italiana“ in der Ordensklasse „Grande Ufficiale“, der höchsten Auszeichnung Italiens für ausländische Staatsbürger, geehrt.
Von dem von ihm herausgegebenen Standardwerk Lateinamerikanische Literaturgeschichte sind bisher drei Auflagen im Verlag Metzler, Stuttgart, erschienen.
Seit 2001 ist Michael Rössner korrespondierendes Mitglied, seit 2009 wirkliches Mitglied der philosophisch-historischen Klasse der Österreichischen Akademie der Wissenschaften (ÖAW). Seit 2009 steht er dem Institut für Kulturwissenschaften und Theatergeschichte der ÖAW als Direktor vor. 2022 wurde er zum Mitglied der Academia Europaea gewählt.

## Forschungsschwerpunkte
Von seinem Lehrer Hans Hinterhäuser bekam Rössner einen kritischen Methodenpluralismus vermittelt. Die Konstanzer Schule der Rezeptionsästhetik, deren Grundsätze auch auf Juan Ruiz Arcipreste de Hita (14. Jahrhundert) fußen, wurde in der Folge richtungsweisend. Rössner zählt zu den ersten, die in ihren literatur- und kulturwissenschaftlichen Forschungen in Europa den „anthropological turn“ vollzogen haben. Schon in einem Sammelband zu Tango Argentino und Literatur und dem großen Kaffeehaus-Projekt zeichnet sich sein Forschungsinteresse für die peripheren Orte der kulturellen Produktion, für lebendige Kultur abseits des Zentrums ab. Der Vergleich von 18 Kaffeehaus-Städten in Europa und Lateinamerika weist das Kaffeehaus als hybriden Ort par excellence aus, es ist sowohl Ort der literarischen Produktion wie Literaturbörse, als auch Raum der privilegierten Rezeption.
„Ränder und Zentren“ heißt ein zurzeit (2009) von Michael Rössner vorbereitetes europäisches Forschungsprojekt, das Ansätze der Post-colonial studies aufnimmt und mit Erkenntnissen des „translational turn“ verbindet. Dem Konzept der Übersetzung wird dabei Rechnung getragen, da dieser zentrale Vorgang jeder Kultur verstärkt auch EU-intern diskutiert werden soll. Dabei werden ebenso Fragen der Globalisierung der Kultur/en behandelt werden.
Inhaltlich hat sich Michael Rössner überdies mit der Renaissance- und Barockliteratur und der Literatur der Avantgarde und des frühen 20. Jahrhunderts befasst. Er hat auch über die Komödie, über bukolische Dichtung und lateinamerikanische Textmusik (v. a. den argentinischen Tango) gearbeitet. Sein theoretisch-methodisches Interesse gilt poststrukturalen Ansätzen und hier besonders den Post-colonial studies und Translationsstudien. Seine Forschungen wollen nicht zu einem steril werdenden Selbstgespräch der Theorie beitragen. Mit seiner Arbeit will er zu den Texten hinführen, Instrumente für das Lesevergnügen entwickeln und „plaisir du texte“ vermitteln.

## Wissenswertes
Während seines Studiums nahm Rössner bei der legendären Schauspielerin und Widerstandskämpferin Dorothea Neff (Theater in der Josefstadt, Wien) Schauspielunterricht. 1981 erschien sein Roman Gefangenschaft oder Freiheit der Negation der Freiheit, angeregt durch die Entführung des italienischen Ministerpräsidenten Aldo Moro. Bei einem Studienaufenthalt in Buenos Aires lernte er den argentinischen Schriftsteller Jorge Luis Borges kennen, mit dem er bis zu dessen Tod im Jahr 1986 befreundet war.

## Publikationen (Auswahl)
als Autor
- Auf der Suche nach dem verlorenen Paradies. Zum mythischen Bewußtsein in der Literatur des 20. Jahrhunderts. (Athenäums Monografien Literaturwissenschaft; 88). Verlag Athenäum, Frankfurt am Main 1988, ISBN 3-610-08933-4 (eingehender behandelte Autoren: Hofmannsthal, Musil, Giono, Saint-John Perse, Breton, Aragon, Artaud Federico García Lorca, Mário de Andrade und der brasilianische Modernismus, Asturias, Carpentier, Cortázar).
- Informationen über meinen unfreiwilligen Aufenthalt auf der Erde. Leben und Werk Luigi Pirandellos. erzählt von Michael Rössner (= Pirandello-Werkausgabe Band 16). Propyläen Verlag, Berlin 2000, ISBN 3-549-05545-5.
- Pirandello Mythenstürzer. Fort vom Mythos – Mit Hilfe des Mythos – Hin zum Mythos. (= Junge Wiener Romanistik Band 1). Böhlau, Köln 1980, ISBN 3-205-06035-0.

als Herausgeber
- „iBailá! iVení! iVolá!“ El fenómeno tanguero y la literatura. (Actas del Simposio „Tango literatura“ de Berlin). Vervuert Verlag, Frankfurt am Main 2000, ISBN 978-3-89354-579-7.
- Lateinamerikanische Literaturgeschichte. 3. Aufl. Metzler, Stuttgart 2007, ISBN 978-3-476-02224-0.
- Literarische Kaffeehäuser. Kaffeehausliteraten. Zur Produktion und Rezeption von Literatur im Kaffeehaus in Europa und Lateinamerika zwischen 1890 und 1950. Böhlau, Köln 1999, ISBN 978-3-205-98630-0.
- Pirandello e l'identità europea, Pesaro 2008. Editio Metauro, Pesaro 2008, ISBN 978-88-6156-041-3 (zusammen mit Fausto de Michele).
- Theatralisierung der Wirklichkeit und Wirklichkeit des Theaters. Akten des 3. Pirandello-Symposiums in Wien 1986. Aachen 1988. Romanistischer Verlag, Bonn 1988, ISBN 3-924888-34-5 (zusammen mit Frank-Rutger Hausmann).
- Zentrum und Peripherie. Pirandello zwischen Sizilien, Italien und Europa / Centro e periferia. Pirandello tra Sicilia, Italia ed Europa. Erich Schmidt Verlag, Berlin 2006, ISBN 978-3-503-07979-7 (zusammen mit Thomas Klinkert).
- Translatio/n. Narration, Media and the Staging of Differences.transcript-Verlag, Bielefeld 2012. ISBN 978-3-8376-2114-3 (zusammen mit Federico Italiano).